# Herb Brown
Herbert Michael Brown, més conegut com a Herb Brown (Brooklyn, 14 de març de 1936) és un entrenador de bàsquet nord-americà.
Es va formar a la Universitat de Vermont. Va ser entrenador de l'NBA amb Detroit Pistons en les dècada dels 70. Va desenvolupar una prestigiosa tasca com a assistent tècnic en importants franquícies al llarg de la seva carrera com Houston Rockets, Phoenix Suns, Indiana Pacers, Chicago Bulls, i Philadelphia 76ers entre d'altres.
Va aterrar a la lliga ACB la temporada 1989-90 per entrenar el Joventut de Badalona, però no va acabar la temporada a Badalona. La temporada següent va dirigir el Taugrés, portant-lo a disputar les dues primeres semifinals ACB del club: en la temporada 90-91 va plantar cara al Joventut de Lolo Sainz i, a la 91-92 va caure en el cinquè partit contra el Reial Madrid. Va abandonar el club a mitjans de la temporada 92-93. Després de Vitòria, Brown també va entrenar a Espanya al Saragossa i al Pamesa Valencia. Anyes més tard, Herb i el seu germà Larry Brown van ajudar els Pistons a guanyar l'anell de 2004. L'any 2006, Herb Brown va ser inclòs en l'Hall of Fame Jueu. El seu darrer paper a les banquetes ha estat d'ajudant tècnic de la Selecció d'Uruguai.